# Montes Archimedes

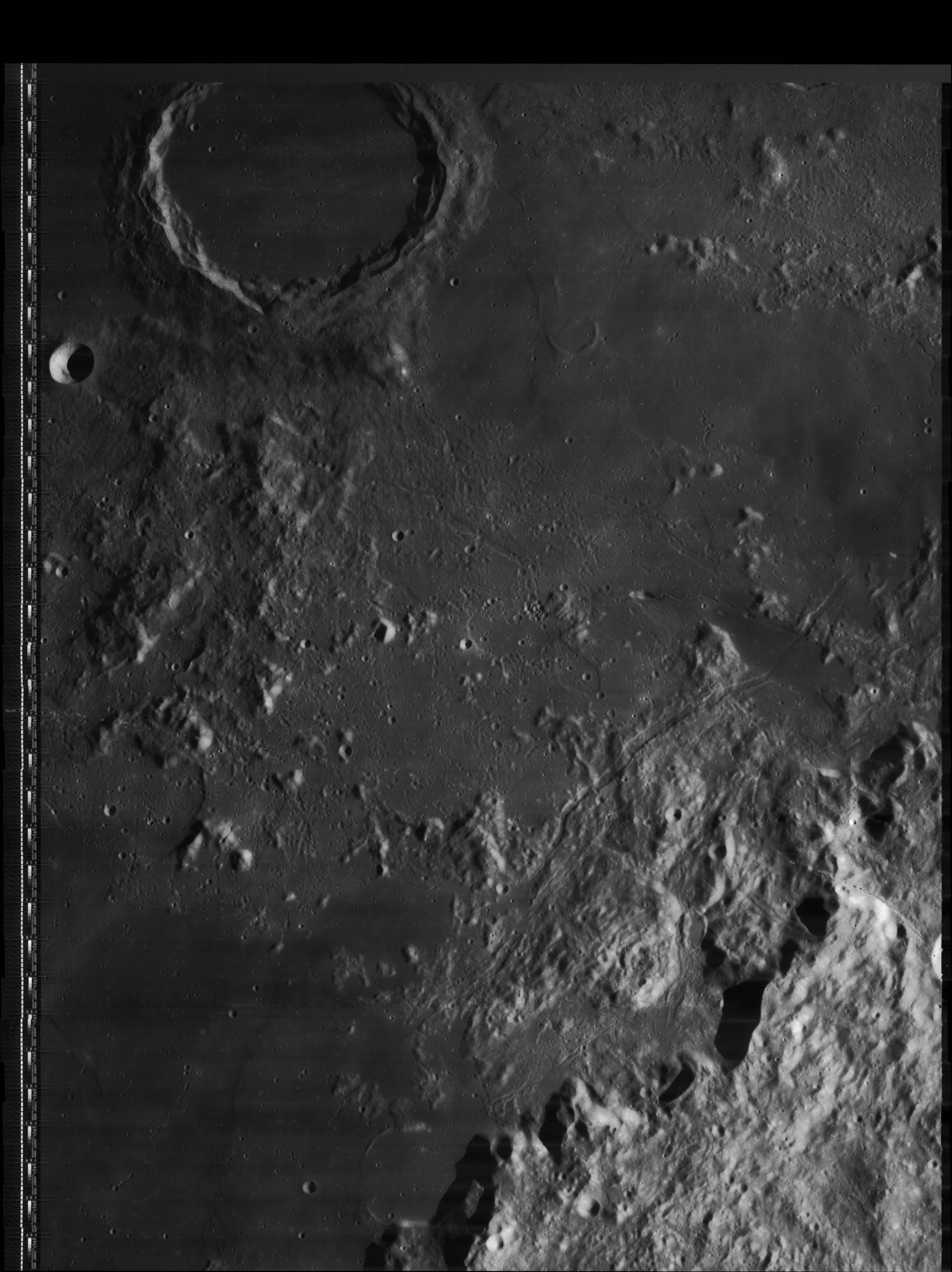
Montes Archimedes (v levé části fotografie jižně od kráteru Archimedes). V levém horním rohu lze vidět malý kráter Bancroft, v pravém dolním rohu se nachází pohoří Montes Apenninus (Apeniny). Jednolitá šedá plocha v pravém horním rohu je Palus Putredinis (Bažina hniloby).

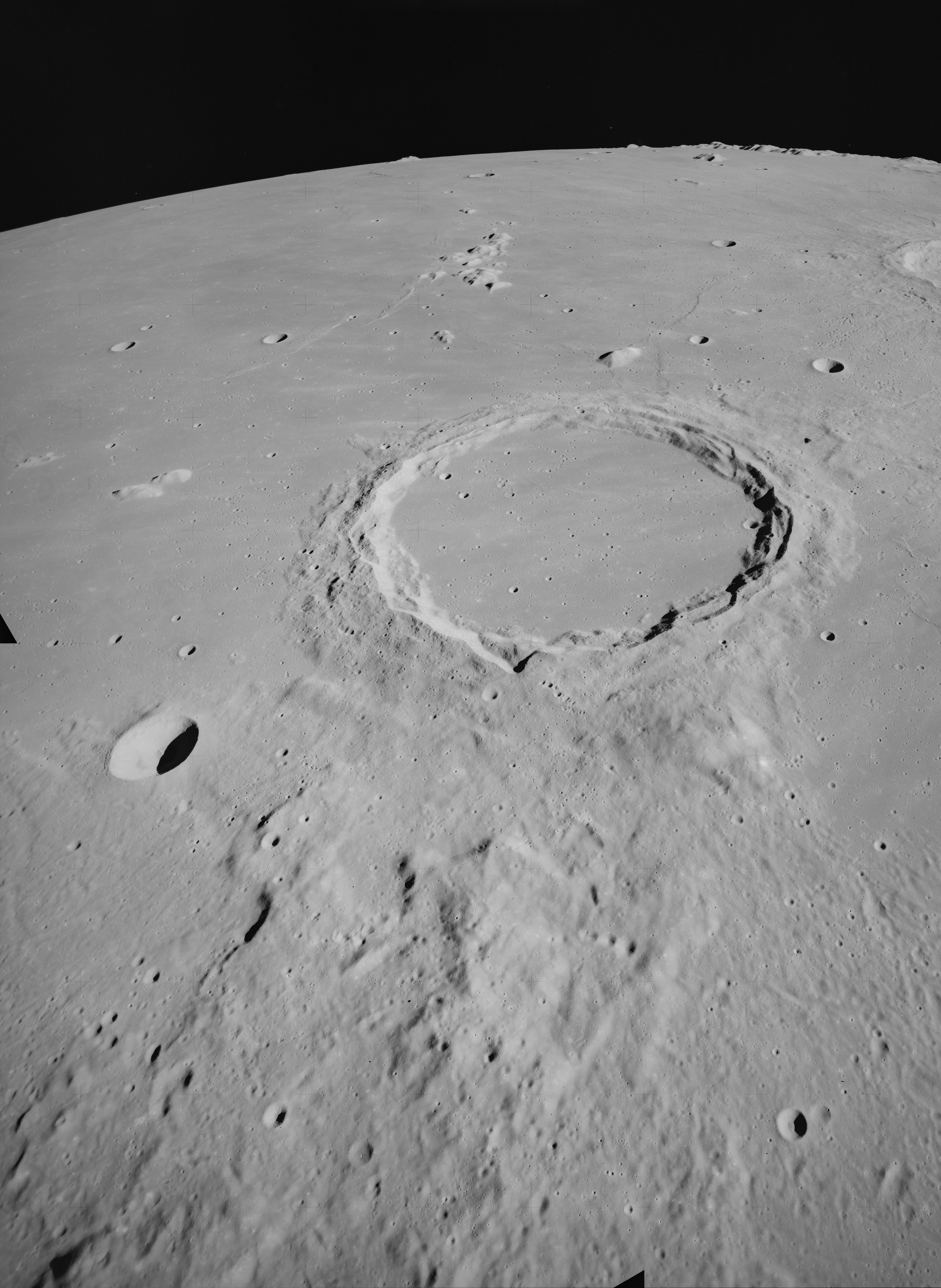
Montes Archimedes (dole).

Montes Archimedes je pohoří jižně od mohutného kráteru Archimedes (podle něhož je pojmenováno) ve východní části Mare Imbrium (Moře dešťů) na přivrácené straně Měsíce. Leží na ploše o průměru přibližně 140 km. Střední selenografické souřadnice jsou 25,4° S, 5,3° Z.
Východně leží oblast zvaná Palus Putredinis (Bažina hniloby), nacházejí se zde brázdy Rimae Archimedes. Jihovýchodně se táhne mohutné pohoří Montes Apenninus (Apeniny). Na severním okraji Montes Archimedes leží malý kráter Bancroft.